# 克利爾克里克鎮區 (密蘇里州弗農縣)
克利爾克里克鎮區（英語：Clear Creek Township）是位於美國密蘇里州弗農縣的一個行政鎮區。

## 地方資料
克利爾克里克鎮區的面積為94.37平方千米，當中陸地面積為93.19平方千米，而水域面積為1.17平方千米。根據2020年美國人口普查的數據，當地共有人口556人，而人口密度為每平方千米5.89人。